# نيغا
نيغا (بالإنجليزية: Nigga). وتنطق أيضاً نيجا، هو مصطلح يستخدم في اللغة الإنجليزية العامية الأفريقية الأميركية التي بدأت بوصفها لهجة العين من كلمة Nigger (وهي كلمة نشأت كمصطلح تستخدم في سياق محايد للإشارة إلى الأشخاص السود، تستخدم في الأسبانية كاسم وتكتب Negro، وفي اللاتينية تستخدم صفة وتكتب Nigra، وتعني اللون الأسود).
وأصبح للكلمة معنى آخر كصديقي أو زميلي، حيث أن الأصدقاء في أحياء الأمريكيين من أصول إفريقية يطلقون هذه الكلمة على بعضهم البعض، وتستعمل كذلك بين أصحاب العصابات.

## استخدامها في اللغة
في الممارسة العملية، استخدامها ومعناها يعتمد اعتماداً كبيرا على السياق، في الوقت الحاضر، يتم استخدام كلمة نيغا بتحرر أكثر بين الشباب من كل الأجناس والأعراق في الولايات المتحدة، على الرغم من أن استعمالها من قبل أشخاص ليسوا من أصل أفريقي ما زال ينظر على نطاق واسع بأنه غير مقبول وعدائي، حتى عند استخدامها دون المساس المتعمد. بالإضافة إلى الأميركيين الأفارقة، وقد اعتمد هذا المصطلح كجزء من العامية الخاصة بهم.